# Mononchus gerlachei
Mononchus gerlachei is een rondwormensoort uit de familie van de Mononchidae. De wetenschappelijke naam van de soort is voor het eerst geldig gepubliceerd in 1904 door De Man.